# Swiatłana Makarewicz
Swiatłana Makarewicz, biał. Святлана Макарэвiч (ur. 5 marca 1986) – białoruska lekkoatletka specjalizująca się w skoku o tyczce.

## Osiągnięcia
- srebrny medal mistrzostw świata juniorów młodszych (Sherbrooke 2003)
- złoto Europejskiego Festiwalu Młodzieży (Paryż 2003)
- srebro mistrzostw Europy juniorów (Kowno 2005)
- wielokrotna mistrzyni i rekordzistka[1] Białorusi

## Rekordy życiowe
- skok o tyczce (stadion) – 4,20 (2005)
- skok o tyczce (hala) – 4,00 (2004 & 2005)